# لطفي شطارة
لطفي شطارة (1968 -) مواليد مدينة عدن. تلقى تدريسه في مدارسها حتى عام 1979 في عام 1982 سافر إلى الإتحاد السوفيتي لمواصلة دراسته العليا في جمهورية أوزباكستان وأنهى دراسته في مجال النقد الأدبي عام 1988 ، وعُين محرراً في صحيفة 14 أكتوبر.
شارك في تغطية إتفاقية عدن 1989 بين علي سالم البيض وعلي عبد الله صالح والتي مهدت لإعلان الوحدة بين جمهورية اليمن الديمقراطية الشعبية والجمهورية العربية اليمنية.
يرأس حاليا موقع «عدن برس» لتغطية أخبار الحراك الجنوبي في جنوب اليمن ،
وهو حاليا من المشاركين في مؤتمر الحوار المنعقد بصنعاء حول الأزمات التي تمر بها الي.من